# Chiesa di San Massimiliano Kolbe (Bergamo)
La chiesa di San Massimiliano Kolbe si trova nel quartiere Loreto, nella parte bassa della città di Bergamo, sulla piazza omonima, attraversata dall'asse di via Broseta, e fa parte del complesso della  Beata Vergine Maria di Loreto, che comprende anche la chiesa dedicata alla Madonna.

## Storia
La creazione di una nuova chiesa fu un desiderio espresso già nel 1985 dal vescovo Oggioni. Nel 1988 l'ingegnere Franco Brignoli presentò un primo progetto per la realizzazione non solo di un centro d'aggregazione, ma anche di un'aula celebrativa che lo completasse le cui vetrate sarebbe dovute essere decorate da Costantino Ruggiero. Il progetto non ottenne l'autorizzazione dell'amministrazione comunale. 
Solo grazie al  concorso indetto dalla CEI per il Giubileo del 2000 che la società Gregotti Associati Internazional spa vinse, con il progetto dell'ingegnere Vittorio Gregotti del 1999,  la realizzazione sia di una nuova chiesa sia delle strutture annesseː aule per la catechesi, sale di riunione e residenze private. Da qui la creazione di due edifici distinti ma interconnessi che si dovevano sviluppare su tre ordini di cui il primo interrato ma aperto su un cortile interno.
Il territorio era da tempo destinato a luogo di culto e i lavori iniziati nel 2005. Nel 2006 venne posta la prima pietra, che era un'antica pietra datata 1621. I lavori terminarono nel 2008 e il 21 settembre avvenne l'inaugurazione della chiesa intitolata a san Massimiliano Maria Kolbe dal vescovo Roberto Amadei. Nel 2011 venne aggiunto l'organo a canne realizzato da Silvio Zambetti, organaro che aveva contribuito alla costruzione di molti organi nella bergamasca e nella cattedrale di sant'Alessandro.

## Descrizione
La chiesa è particolarmente ricca e curata nei materiali, il progettista Vittorio Gregotti voleva avvicinare l'arte che doveva essere sacra con i monumenti, unendo l'urbano al liturgico, volendo rappresentare una visione di arte atta alla creazione di nuovi luoghi di culto, arte che si era evoluta già nel corso del XX secolo, in particolare questa struttura ricorda alcuni edifici presenti a Tel-Aviv.
La chiesa esternamente si presenta a pianta quadrata, con una lunghezza per lato di trenta metri rientrante negli angoli, dando l'immagine di una croce compatta. In questo grande quadrato vi è inserita la copertura a forma circolare, che si collega architettonicamente alla cupola della chiesa parrocchiale adiacente. 
Nel grande cerchio del tamburo entra un anello di luce, grazie a piccole finestre e di particolari accorgimenti. La facciata principale rivolta a sud, è preceduta da un porticato dando continuità al porticato che si trova sull'altro lato della via. L'esterno è rivestito di pietra arenaria quarzifera color sabbia proveniente dall'India. Nel complesso vi è l'aula delle assemblee vi sono gli arredi sacri realizzati in marmo bianco con inserti in bronzo. 
L'interno ha un'altezza massima di quattordici metri di cui sette il corpo centrale e sette nella parte del tamburo centrale che contiene una rovescia cupola bianca dal diametro di diciotto metri. L'altare è sorretto da tredici colonne quadrate di cui dodici riportano i nomi degli apostoli e in una vi è conservato una reliquia del santo Massimiliano Kolbe.
Il fonte battesimale che si trova in un anello intermedio alla calotta rovesciata della cupola  è a forma ottagonale con un bacile in bronzo di forma circolare creando una sfera ideale con la cupola.
Il complesso è composto anche dal centro parrocchiale compreso la casa canonica, ed è disposto su tre livelli dove è presente la sala polivalente per le diverse attività parrocchiali.